# 忘我
〈忘我〉（ ）是臺灣歌手王力宏和瑞典音樂製作人兼DJ艾維奇的合作歌曲，收錄於王力宏第15張錄音室專輯《你的愛。》中，於2014年10月2日作為專輯首波主打曲數位發行。歌曲為2014年風暴電音節的主題曲。

## 背景與發行
在與西城男孩、亚瑟小子等國際知名歌手合作後，王力宏籌備四年的新國語專輯《你的愛。》邀請到瑞典唱片騎師艾維奇合作創作單曲〈忘我〉。這場跨界合作起因於中國風暴電音節創始人Eric Zho。幾年前，他看到國外的音樂節每年吸引著數十萬年輕歌迷買票，還帶來企業的龐大贊助金，而國內年輕人卻沒有跟上潮流，國際DJ也很少到中國演出，決心將這個文化帶到中國。然而，2013年在上海舉辦的首屆風暴電音節中，只有大約25,000名歌迷到場，其中大部分為外籍人士，Eric Zho發覺要帶動活動需要中國流行歌星的參與，因此促成這場合作。
2014年7月16日，風暴電音節主辦方A2LiVE宣佈了當屆電音節的主題曲為〈忘我〉。活動前兩個禮拜的10月2日，〈忘我〉作為專輯首波主打曲上架至各大數位平台。〈忘我〉獲得2015年QQ音乐巅峰盛典「年度最佳國際單曲」。

## 創作與構成

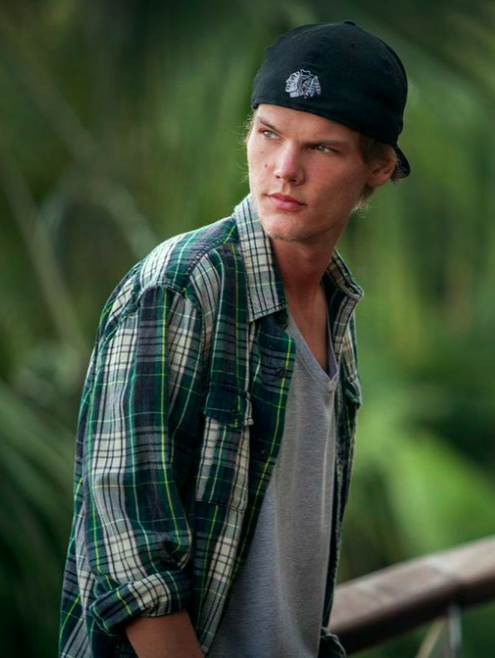
艾維奇，攝於2014年

王力宏和艾維奇在美國洛杉磯的錄音室會面後，就直接開始投入了創作，最終花了四個小時編寫完成。王力宏透露，當初在配唱時，艾維奇對聲音與詞有許多要求，但因為他聽不懂中文，因此一些咬字才會比較特別，例如他喜歡王力宏唱「ㄏ」〔h〕和「凹」的音多一點。
電子舞曲的特色是有很長的間奏（稱為Drop），與華語流行音樂的結構截然不同，王力宏希望能藉〈忘我〉向大眾展示如何欣賞這種曲風。他表示歌詞的「忘我」有兩層涵義，第一層是在音樂中「忘我」：忘情的陶醉在電子舞曲的旋律和節奏裡，忘記日常生活中的煩惱和壓力，全心投入在電音的世界裡頭；第二層則是指一個女孩已經與他分手，但他還持續對她念念不忘，因此希望女方能教他如何「忘記她也忘記他自己」。
〈忘我〉時長4分46秒，由每分鐘128拍的F小調或降A大調寫成。歌曲曲風屬電子舞曲和華語流行音樂，亦帶有浩室元素。當中結合了王力宏及艾維奇各自的鮮明風格，包括艾維奇代表性的大空間浩室和五聲音階鋼琴重複樂段，以及王力宏擅長的抒情旋律。

## 音樂錄影帶
音樂錄影帶遠赴西班牙派對聖地伊比薩島和美國洛杉磯取景拍攝，耗資約40萬美金打造。錄影帶導演傑夫·里克特採用虛實交替手法拍攝，在洛杉磯完成後期製作後，於2014年10月1日上傳到YouTube。錄影帶描述王力宏化身為能瞬間震破玻璃的「萬磁王」。截至2021年12月27日，在YouTube的觀看次數已達288萬。

## 版本
| 曲序 | 曲目 | 时长 |
| ---- | ---- | ---- |
| 1.   | 忘我 | 4:46 |

| 曲序 | 曲目           | 时长 |
| ---- | -------------- | ---- |
| 1.   | 忘我（抒情版） | 4:28 |